# Carlos Sahagún
Carlos Sahagún Beltrán (Onil, Alicante, 4 de junio de 1938 - Madrid, 28 de agosto de 2015) fue un poeta español, adscrito generalmente a la generación de los 50. Entre otros galardones, en 1957 obtuvo el Premio Adonáis; en 1960 el premio Boscán y en 1980 el Premio Nacional de Poesía. 

## Biografía
Vivió en Alicante hasta 1956, año en que se trasladó a Madrid para completar sus estudios de Filosofía y Letras en la Universidad Complutense, licenciándose en Filología Románica en 1959. Fue Lector de Español en la Universidad de Exeter (Inglaterra) y desde 1965 ejerció la docencia como catedrático de Lengua y Literatura Españolas en Segovia, Barcelona, Las Palmas, Madrid y Palermo.
En 1963 fue incluido en la antología Poesía última de Francisco Ribes, con otros poetas como Claudio Rodríguez, Ángel González, José Ángel Valente o Eladio Cabañero, que conforman luego junto con otros muchos autores la generación de los 50, reunida en Antología de la nueva poesía española por José Batlló y publicada en 1968. En ese contexto generacional, Sahagún alterna la poesía intimista de tono elegíaco (con las constantes generacionales ante el inefable paso del tiempo, la pérdida la infancia y el encuentro con el amor, referentes casi tópicos como ocurre en el también levantino Francisco Brines), junto a la poesía social y elementos vagamente irracionales y a veces oníricos. Como en algunos pasajes de la obra de Antonio Gamoneda, el tema de la infancia, vinculada a las circunstancias históricas de la posguerra española, es esencial en su obra y adquiere en ella una dimensión simbólica, convirtiéndose en metáfora de la condición humana y emblema de la orfandad existencial del hombre.
Tradujo Teoría de la novela en Cervantes de E. C. Riley (Madrid, Taurus 1966) y Defensa de la poesía de Shelley (Barcelona, Camp de l'Arpa, 1974). Tradujo también a Eugenio Montale, de quien que dejó una antología en castellano sin publicar. 
Fue uno de los redactores y firmantes del Manifiesto de los 2.300, manifiesto que reivindicaba los derechos de los hispanohablantes catalanes. Dejó inédito un libro en catalán, Espai i exili que entronca con símbolos e imágenes presentes en Último oficio y en sus Últimos poemas afrontando el declive existencial como un camino de cenizas hacia la nada. («Memorial de la noche. La poesía de Carlos Sahagún», Ínsula, 846, junio de 2017, p.44).

## Premios
- Premio José Luis Hidalgo (1956)
- Premio Adonáis (1957), por Profecías del agua (1958)
- Premio Boscán (1960), por Como si hubiera muerto un niño (1961)
- Premio Juan Ramón Jiménez (1974), por Estar contigo (1973)
- Premio Provincia de León (1978), por Primer y último oficio (1979)
- Premio Nacional de Poesía (1980), por Primer y último oficio (1979)

## Obras
- Hombre naciente, Alicante, Verbo, 1955.
- Profecías del agua, Madrid, Rialp, 1958. Premio Adonais 1957.
- Como si hubiera muerto un niño, Barcelona, Instituto de Estudios Hispánicos, 1961. Reproducido en Los premios "Boscán" de poesía (1949-1961), Barcelona, Plaza & Janés, 1963, pp. 287-309. Reediciones: Madrid, Ediciones La Palma, 1992; Madrid, Bartleby Editores, 2008 ("Lecturas 21"), con un epílogo de Antonio Lucas. Premio Boscán 1960.
- Estar contigo, León, Colección Provincia, 1973. Premio Juan Ramón Jiménez 1974.
- En la noche, Málaga, El Guadalhorce, 1976.
- Primer y último oficio, León, Colección Provincia, 1979. Reedición: Barcelona, Los Libros de la Frontera / Amalia Romero editor (colección "El Bardo" 4), 1981. Premios Provincia de León 1978 y Nacional de Literatura 1980.

## Recopilaciones
- Memorial de la noche (1957-1975), Barcelona, Lumen, 1976. Prólogo de Enrique Moreno Castillo.
- Las invisibles redes (Antología amorosa), Pamplona, Pamiela, 1989. Prólogo de Julio Rodríguez Puértolas.
- Poesías escogidas (1957-1994), Madrid, Anteo, 2000.
- Poesías completas (1957-2000), Sevilla, Renacimiento, 2015.

## Estudios
- Nos queda la palabra, número 7. Dedicado a Carlos Sahagún. Madrid, septiembre de 1977.
- González Guerrero, Mª del Carmen: La poesía de los 60. La obra de Carlos Sahagún, Memoria de Licenciatura. Madrid, Universidad Complutense, 1981
- Gracia, Antonio: "Carlos Sahagún: la transgresión de una contumacia", Algaria 0 [Alicante], 10 (1984), págs. 29-53.
- Debicki, Andrew P.: "Carlos Sahagún: la transformación metafórica", en Poesía del conocimiento. La generación española de 1956-1971, Madrid, Júcar, 1987, págs. 225-256.
- Navarro Pastor, Santiago: Nombres de la desolación: la poesía de Carlos Sahagún, Alicante, Publicaciones de la Universidad de Alicante, 1993 (edición en microficha). Memoria de licenciatura (Alicante, Universidad, 1990).
- Prieto de Paula, Ángel L.: "Carlos Sahagún: un poeta en la frontera", en La lira de Arión. De poesía y poetas españoles del siglo XX, Alicante, Universidad, 1991, págs. 189-220; también en PoeMAD. Revista de Poesía, 2 (2013). Archivado el 6 de septiembre de 2019 en Wayback Machine..
- Balmaseda Maestu, Enrique: La poesía de Carlos Sahagún, Logroño, Universidad de La Rioja; Alicante, Instituto Juan Gil-Albert, 1996.
- Poesía en el campus (Zaragoza), número 35 (1996). Dedicado a Carlos Sahagún.
- Ínsula, 846 (junio de 2017). Número monográfico titulado Memorial de la noche. La poesía de Carlos Sahagún.
- Cristina de la Plaza, ENSAYO "El recorrido de una profecía: TIEMPO DE PÁJAROS QUIETOS" (1975 - REVISIÓN 2023)